# Vlagtwedde
Vlagtwedde  è un'ex-municipalità dei Paesi Bassi di 16 264 abitanti situata nella provincia di Groninga.
Una delle maggior attrattive è il borgo fortificato di Bourtange. Tipica struttura pentagonale costruita nel corso della guerra degli ottant'anni (1568-1648).
Soppressa il 1º gennaio 2018, il suo territorio, insieme al territorio di Bellingwedde è andato a costituire la nuova municipalità di Westerwolde.